# Далянь Шиде
«Далянь Шиде» (кит.: 大连实德) — колишній китайський футбольний клуб. Власником була «Група Шиде» (власник компанії — промисловець Сюй Мін). Чоловіча команда виступала на стадіоні «Цзиньчжоу» в місті Далянь провінції Ляонін, КНР.
«Далянь Шиде» — найбільш успішний клуб у китайському професійному футболі, переміг вперше в професійному статусі в 1994 році в лізі «Цзя А». Загалом клуб завоював 8 титулів у лізі «Цзя А» і Суперлізі Китаю з футболу, а на міжнародній арені ставав фіналістом Азійського кубка чемпіонів 1997/98 та Кубка володарів кубків Азії 2000/01.
Клуб мав розвинену інфраструктуру, зокрема, власну академію.
Відомі гравці команди: Чжан Еньхуа, який успішно виступав три місяці за команду Другої Футбольної ліги Англії «Грімсбі Таун» і Хао Хайдун. Сунь Цзіхай і Дун Фанчжо — гравці таких команд як «Шеффілд Юнайтед», «Манчестер Сіті» і «Манчестер Юнайтед».

## Історія клубу

### Зміна назви клубу
- 1994 — заснування клубу під назвою «Далянь Ваньда»
- 1999 — клуб перейменований в «Далянь Ваньда Шиде»
- 2000 — клуб перейменований в «Далянь Шиде»
- 2008 — клуб перейменований в «Далянь Хайчан»
- 2009—2012 — клуб виступав під назвою «Далянь Шиде».

Родоначальником і попередником клубу «Далянь Шиде» був Футбольний клуб «Далянь», який був створений в 1982 році і замінив конкуруючий клуб «Даляньські доки» у другому дивізіоні китайського чемпіонату «Цзя Б». Вийшов у лігу «Цзя А» під назвою ФК «Далянь Ваньда» (大连万达).
У 2000 році команда за сприяння «Групи Шиде» була акціонована і отримала нову назву — «Далянь Шиде».
Чоловіча команда «Далянь Шиде» — найбільш успішна команда в китайському футболі, яка виграла 7 з 10 сезонів у лізі «Цзя А», а також другий розіграш Суперліги Китаю з футболу в 2005 році.
Крім того, команда доходила до півфінальної стадії розіграшу Азійської ліги чемпіонів, але через відхід тренерів і гравців, особливо після відходу талісмана команди Хао Хайдуна, втратила свій статус гранда китайського футболу.
У 2007—2011 роках команда була складена з молодих гравців академії футболу. З 2008 року «Далянь Шиде» вибрав кількох гравців для створення команди «Далянь Шиде Сіву», яка почала виступати в Сингапурі, в місцевій Суперлізі.
30 листопада 2012 року «Далянь Шиде» змушена була об'єднатись з клубом-конкурентом «Далянь Аербіном», який взяв на себе відповідальність за борг у 330 мільйонів юанів після того, як голова «Далянь Шиде» Сюй Мін був заарештований за хабарництво та корупцію.

## Стадіон
Чоловіча команда виступала на 31-тисячному стадіоні «Цзиньчжоу» в Даляні, провінція Ляонін, де грала з 1997 року.

## Досягнення
- Чемпіон Китаю: 1994, 1996, 1997, 1998, 2000, 2001, 2002, 2005.
- Фіналіст Азійського кубка чемпіонів: 2001.
- Володар кубка Китаю: 2001, 2005.
- Фіналіст кубка Китаю: 1999, 2003, 2006.
- Володар суперкубка Китаю: 1996, 2000, 2002

У 2007 і 2008 роках жіноча команда ставала чемпіоном жіночої Суперліги з футболу.
Досягнення сезонно
| Сезон    | 1983 | 1984 | 1985 | 1986 | 1987 | 1988 | 1989 | 1990 | 1991 | 1992 | 1993 | 1994 | 1995 | 1996 | 1997 | 1998 | 1999 | 2000 | 2001 | 2002 | 2003 | 2004 | 2005 | 2006 | 2007 | 2008 | 2009 | 2010 | 2011 | 2012 |
| -------- | ---- | ---- | ---- | ---- | ---- | ---- | ---- | ---- | ---- | ---- | ---- | ---- | ---- | ---- | ---- | ---- | ---- | ---- | ---- | ---- | ---- | ---- | ---- | ---- | ---- | ---- | ---- | ---- | ---- | ---- |
| Дивізіон | 2    | 2    | 1    | 1    | 1    | 1    | 2    | 1    | 1    | 1    | 1    | 1    | 1    | 1    | 1    | 1    | 1    | 1    | 1    | 1    | 1    | 1    | 1    | 1    | 1    | 1    | 1    | 1    | 1    | 1    |
| Місце    | 1    | 1    | 3    | 9    | 11   | 10   | 2    | 3    | 6    | 3    | 4    | 1    | 3    | 1    | 1    | 1    | 9    | 1    | 1    | 1    | 3    | 5    | 1    | 5    | 5    | 14   | 8    | 6    | 12   | 14   |

- ↑  без підвищення в класі